# Henry Mendez
Henry Antonio Méndez Reynoso, meglio noto come Henry Mendez (Santo Domingo, 7 novembre 1974), è un cantante dominicano.

## Biografia
Nato a Santo Domingo, Mendez era molto interessato alla musica e alla danza fin da piccolo. Cominciò infatti già da adolescente ad esibirsi in città con vari gruppi giovanili. Dopodiché emigrò in Spagna, vicino a Barcellona, dove iniziò ufficialmente la sua carriera musicale.
Nel 2002 fondò la sua etichetta discografica, denominata Latino Way, e firmò un contratto discografico con la Filmax Music, con cui fece un grande tour di oltre 100 date in tutta Spagna.
Con il crescere della sua fama, Mendez guadagnò un certo successo anche in Sudamerica, in particolare in Ecuador, in Colombia, in Cile ed infine nella sua stessa terra natia, ovvero la Repubblica Dominicana.
Il vero successo a livello internazionale arrivò però nel 2011, anno in cui firmò un contratto con la Roster Music. Qui collaborò con il famoso DJ spagnolo Jose De Rico, insieme al quale fece numerose hit di successo. Tra queste, Rayos de sol ebbe particolarmente successo, tanto da diventare in Spagna il terzo singolo più venduto dell'anno. Tale brano divenne anche famoso ed esportato in varie nazioni di Europa, in particolare in Austria, in Belgio, in Francia, in Germania e in Svizzera. Un terzo grande successo uscì invece nel 2012 con il titolo Noche de estrellas, realizzato insieme al sopracitato Jose De Rico e Jay Santos.
Successivamente Henry Mendez continuò a riscuotere un certo successo commerciale, in particolar modo con i brani Mi reina ed El tiburon.

## Discografia

### Album
- 2014 - Dale Mambo
- 2018 - Activo y Con Flow

### Singoli
- 2012 - Te fuiste
- 2012 - Rayos de sol
- 2012 - Noche de estrellas
- 2013 - Mi reina
- 2013 - El tiburón (The Shark)
- 2014 - No Regresa Más